# .kitchen
.kitchen – internetowa domena najwyższego poziomu, przeznaczona dla serwisów związanych tematycznie z gotowaniem, kuchnią, restauracjami. Domena została zatwierdzona przez ICANN 20 września 2013 roku. Dodana do serwerów głównych w październiku 2013 roku.